# 0481

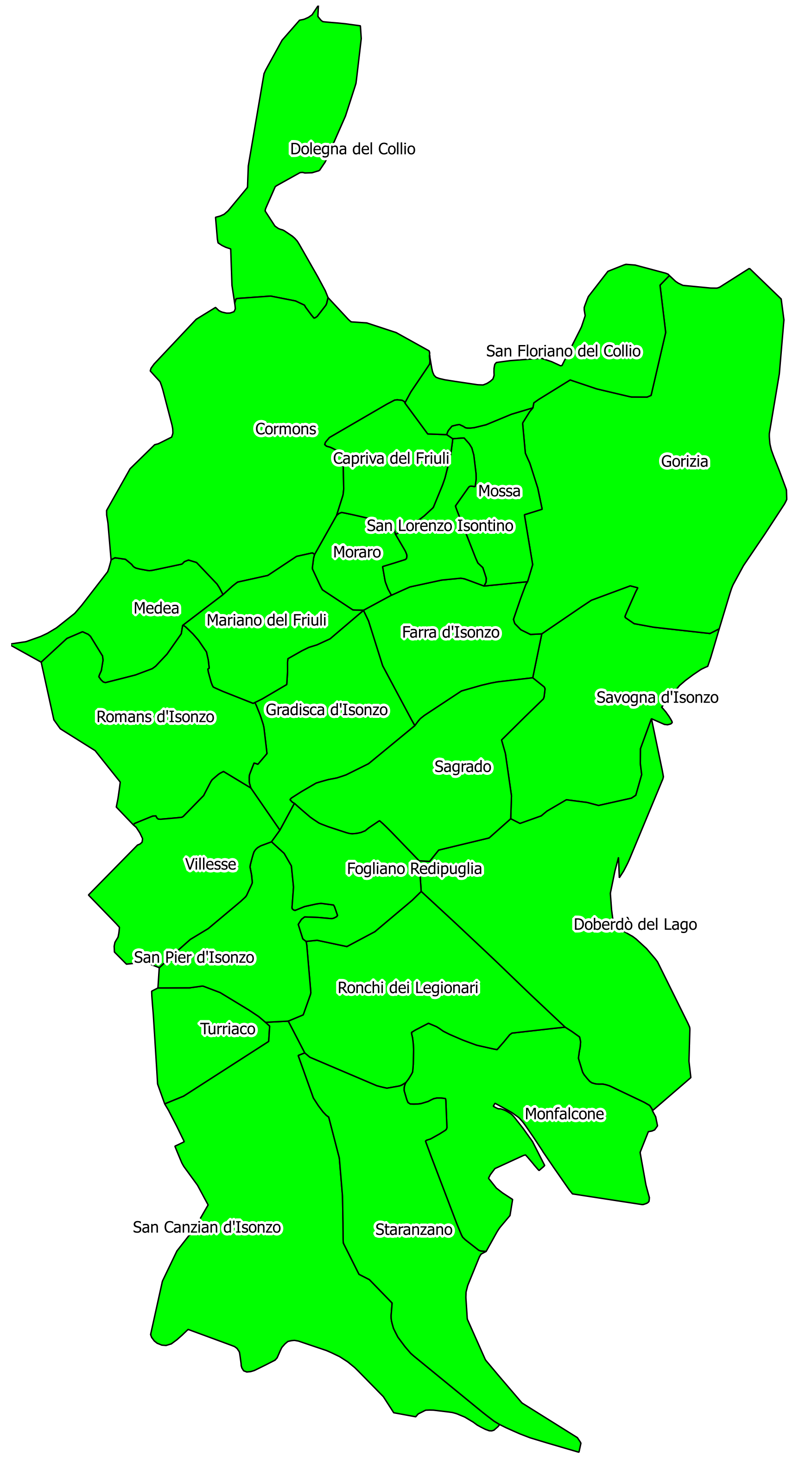
Distretto telefonico di Gorizia

0481 è il prefisso telefonico del distretto di Gorizia, appartenente al compartimento di Trieste.
Il distretto comprende la quasi totalità della provincia di Gorizia (ne è escluso solo il comune di Grado). Confina con la Slovenia a nord e a est e con i distretti di Trieste (040) a sud-est, di Cervignano del Friuli (0431) e di Udine (0432) a ovest.

## Aree locali e comuni
Il distretto di Gorizia comprende 24 comuni compresi nelle 2 aree locali di Gorizia (ex settori di Cormons, Gorizia e Gradisca d'Isonzo) e Monfalcone. I comuni compresi nel distretto sono: Capriva del Friuli, Cormons, Doberdò del Lago, Dolegna del Collio, Farra d'Isonzo, Fogliano Redipuglia, Gorizia, Gradisca d'Isonzo, Mariano del Friuli, Medea, Monfalcone, Moraro, Mossa, Romans d'Isonzo, Ronchi dei Legionari, Sagrado, San Canzian d'Isonzo, San Floriano del Collio, San Lorenzo Isontino, San Pier d'Isonzo, Savogna d'Isonzo, Staranzano, Turriaco e Villesse .